# 馬格達萊納島
馬格達萊納島（Isla Magdalena）是智利南部的島嶼，位於伊瓦涅斯將軍艾森大區，面積約2,025平方公里，部分地區屬於馬格達萊納島國家公園的範圍。馬格達萊納島也是企鹅繁殖的栖息地，而要捕食小企鹅是贼鸥属。 

## 參看
1. ↑  .   [2022-03-09]. （原始内容存档于2020-11-07）. （页面存档备份，存于）

44°35′44″S 73°11′25″W / 44.59556°S 73.19028°W